# Mayron George
Mayron Antonio George Clayton (* 23. Oktober 1993 in Puerto Limón) ist ein costa-ricanischer Fußballspieler.

## Karriere

### Verein
George begann seine Laufbahn in seinem Heimatland in der Jugend des Limón FC. Im Februar 2011 spielte er erstmals in der Primera División. In den folgenden Jahren absolvierte der Stürmer insgesamt 89 Partien in der höchsten costa-ricanischen Spielklasse, in denen er 18 Tore erzielte. Im Sommer 2014 wurde er nach Griechenland an den Erstligisten OFI Kreta verliehen. Während der Leihe kam er zu 20 Einsätzen in der Super League und schoss dabei zwei Tore. Die Mannschaft stieg schließlich in die Super League 2 ab. Nach Leihende wechselte George im Sommer 2015 fest zum dänischen Erstligisten Hobro IK. Bis Saisonende bestritt der Offensivspieler 23 Partien in der Superliga, in denen er neun Tore erzielte. Die Mannschaft stieg schlussendlich in die 1. Division ab. Nach zwei Einsätzen für Hobro in der zweiten Spielklasse, wobei er einmal traf, wechselte er im Sommer 2016 zum Erstligisten Randers FC. Bis zum Ende der Saison bestritt er 15 Spiele für Randers in der Superliga und schoss dabei zwei Tore. Nach sieben weiteren Ligapartien für Randers schloss er sich im Sommer 2017 auf Leihbasis dem Ligakonkurrenten Lyngby BK an. Während der Leihe absolvierte George 22 Spiele in der Superliga und traf dabei siebenmal. Das Team stieg letztlich in die 1. Division ab. Nach Leihende wechselte er im Sommer 2018 fest zum Meister FC Midtjylland. Bis Saisonende spielte er 25-mal für Midtjylland in der höchsten dänischen Spielklasse und erzielte dabei vier Tore. Das Team wurde Vizemeister und gewann im Mai 2019 den dänischen Pokal. 
Im Sommer 2019 wurde er nach Norwegen an den Erstligisten Vålerenga Oslo verliehen. In Oslo kam er zehnmal in der Eliteserien zum Einsatz, wobei er zwei Tore schoss. Anfang 2020 schloss er sich auf Leihbasis dem ungarischen Erstligisten Honvéd Budapest an. Für Honvéd absolvierte er sechs Spiele in der Nemzeti Bajnokság und erzielte dabei einen Treffer. Im Juni 2020 gewann er mit Honvéd den ungarischen Pokal. Im Sommer 2020 wurde er erneut verliehen, diesmal nach Schweden an den Kalmar FF. In Kalmar bestritt er drei Partien in der erstklassigen Allsvenskan. Anfang 2021 schloss er sich auf Leihbasis dem französischen Zweitligisten Pau FC an. Für die Südfranzosen kam er zu 14 Spielen in der Ligue 2, in denen er sieben Tore erzielte. Im Sommer 2021 verließ er den FC Midtjylland und unterschrieb einen Vertrag beim Schweizer Erstligisten FC Lausanne-Sport. In Lausanne verblieb er ein Jahr, bevor er zu seinem ehemaligen Verein FC Pau wechselte.

### Nationalmannschaft
George debütierte am 10. Oktober 2014 beim 4:3-Sieg im Freundschaftsspiel gegen den Oman für die costa-ricanische A-Nationalmannschaft, als er in der 71. Minute für John Jairo Ruiz eingewechselt wurde. 2019 nahm er mit Costa Rica am CONCACAF Gold Cup teil, bei dem das Team im Viertelfinale gegen Mexiko ausschied.

## Erfolge
FC Midtjylland
- Dänischer Pokalsieger: 2019

Honvéd Budapest
- Ungarischer Pokalsieger: 2020